# Красицы (Смоленская область)
Красицы — деревня в Гагаринском районе Смоленской области России. Входит в состав Потаповского сельского поселения. Население — 13 жителей (2007).
Расположена в северо-восточной части области в 10 км к юго-западу от Гагарина, в 10 км севернее автодороги М1 «Беларусь», на берегу реки Тока. В 1,5 км восточнее деревни расположена железнодорожная станция Василисино на линии Москва — Минск.

## История
В годы Великой Отечественной войны деревня была оккупирована гитлеровскими войсками в октябре 1941 года, освобождена в марте 1943 года.